# هركول
الهِرْكَوْلُ (باللاتينية: Balaenoptera) (تعني: balaena = «حوت»؛ pteron = «زعنفة») هو أحد أجناس فصيلة (Balaenopteridae) الهراكلة، الحيتان المزعنفة (Rorqual)، وتشمل ثمانية أنواع.الهركول هو أكثر جنس شائع من فصيلة ال هراكلة، والنوع الشائع هو الحوت الأحدب.

## التصنيف
- جنس الهركول:
  - حوت المنك
    - حوت المنك القطبي الجنوبي
    - حوت المنك المألوف

  - هركول شمالي
  - حوت أزرق
  - حوت ساي
  - حوت بريدي
  - حوت أومورا
  - حوت زعنفي
  - حوت رايس